# 클리블랜드 컨벤션 센터
클리블랜드 컨벤션 센터(Cleveland Convention Center)은 미국 오하이오주 클리블랜드에 위치한 실내 경기장이다.